# Caroline Rey-Salmon
Pour les articles homonymes, voir Rey et Salmon.
Caroline Rey-Salmon, née le 4 novembre 1958 à Paris, est une pédiatre légiste française.
De décembre 2023 à février 2024, elle est vice-présidente de la Commission indépendante sur l'inceste et les violences sexuelles faites aux enfants (Ciivise).

## Biographie
Elle naît le 4 novembre 1958, dans le 10e arrondissement de Paris. Elle devient interne de l'AP-HP en 1985.
Elle est connue pour être la toute première pédiatre légiste de France.
Elle est à l'origine de l'ouverture de la première unité médico-judiciaire pour mineurs à l'hôpital Trousseau, en 2003,.
Elle est membre de la Commission indépendante sur l'inceste et les violences sexuelles faites aux enfants (Ciivise) dès sa création, en 2021. Cette même année, elle fait un exposé sur les violences sexuelles intrafamiliales sur enfant, lors des Journées nationales de médecine générale.
Elle est nommée vice-présidente de la  Ciivise le 12 décembre 2023, après l'éviction du juge Édouard Durand. Sa nomination s'inscrit dans un contexte tendu, la majorité des associations du domaine souhaitant le maintien du juge Durand,,. Sur Mediapart, Rey-Salmon est décrite comme « aux antipodes » de l'ancienne équipe dirigeante de la Ciivise. D'après Le Parisien, elle s'était opposée à une mesure-phare de la Ciivise, rendre obligatoire le signalement des violences sexuelles faites aux enfants par les médecins.
À la suite d'un dépôt de plainte pour « agression sexuelle par personne abusant de l’autorité que lui confère sa fonction », elle annonce son retrait de la direction de la Ciivise le 7 février 2024.

## Vie privée
Mariée à un chirurgien, elle est mère de deux enfants.

## Controverses

### Allégation concernant le SAP
D'après Le Figaro, Caroline Rey-Salmon a été accusée d'utiliser le concept controversé de syndrome d'aliénation parentale « pouvant entraîner un risque d’erreur judiciaire et proscrit par la Ciivise », une accusation qu'elle conteste.

### Accusation d'agression sexuelle
Peu après sa nomination dans l'équipe dirigeante de la Ciivise, elle est accusée d'agression sexuelle à la suite du dépôt de plainte d'une femme de 25 ans affirmant avoir subi un examen gynécologique intrusif dans le cadre d'une enquête judiciaire pour inceste en 2020,,.
Cette jeune femme déclare porter plainte car elle ne « supporte pas » de voir Caroline Rey-Salmon nommée à la tête de la Ciivise. Caroline Rey-Salmon « conteste l'intégralité des accusations dont elle fait l'objet ».
Une pétition de demandant « la mise en retrait sans délais de Caroline Rey-Salmon » de la Ciivise par principe de précaution comptait quelques centaines de signatures le 6 février 2024.
La plainte est classée sans suite en août 2024.

### Détermination de l'âge osseux en vue d'expulsion de jeunes étrangers
Dans un article paru en 2009 dans le Journal du droit des jeunes, Jean-Luc Rongé reprochait à Caroline Rey-Salmon d'utiliser dans ses expertises judiciaires des méthodes radiologiques qualifiées de peu fiables par l'Académie de médecine pour déterminer si un jeune étranger avait « un âge physiologique supérieur à dix-huit ans », l'exposant ainsi à une potentielle expulsion du territoire (les mineurs bénéficiant à l'inverse de mesures de protection).

### Expertise dans un dossier de bébé secoué
D'après Le Parisien, Caroline Rey-Salmon a fait l'objet d'une plainte pour « faux intellectuel et usage de faux, tentative d'escroquerie au jugement et mise en danger de la vie d'autrui » déposée en octobre 2023 auprès du tribunal judiciaire de Paris par un père de famille. Ce dernier lui reprochait d'être à l'origine de « mensonges délibérés et de falsifications » l'ayant conduit à subir huit ans de procédure judiciaire pendant lesquels sa femme et lui étaient accusés d'avoir maltraité leur enfant, avant d’être acquittés. En 2014, leur fils alors âgé de quelques mois avait chuté des bras de son grand-père. L'hématome sous-dural détecté à l'hôpital Necker, avait conduit à un signalement pour syndrome du bébé secoué. L'enfant se portait  bien et son père reprochait à Caroline Rey-Salmon, experte judiciaire spécialisée de ce syndrome et co-autrice des recommandations de la Haute Autorité de santé sur le sujet, d'avoir produit des « affirmations trompeuses » conduisant à ce qu'il vive « huit ans en enfer, en étant soupçonné d’être un monstre ».

## Ouvrages
- avec Pr Marc Dupont, L'Enfant, l'adolescent à l'hôpital, éditions Lamarre-Poinat, 21 novembre 2002, 589 p. (ISBN 978-2850307508).
- avec Pr Catherine Adamsbaum, Maltraitance chez l'enfant, éditions Lavoisier, 2 octobre 2013, 230 p. (ISBN 978-2257205773).
- avec Pr Marc Dupont, L'enfant et l'adolescent à l'hôpital : Règles et recommandations applicables aux mineurs,  EHESP, 4 juin 2014, 464 p. (ISBN 978-2810901500).